# Акунья, Роберто
Робе́рто Миге́ль Аку́нья Кабе́льо (исп. Roberto Miguel Acuña Cabello; род. 25 марта 1972, Авельянеда, Буэнос-Айрес) — парагвайский футболист, полузащитник. Носит прозвище «Эль Торо» (бык) из-за непробиваемости и стойкости при игре в обороне. Его амплуа — центральный полузащитник. Акунья играл несколько лет в испанских клубах «Реал Сарагоса» и «Депортиво Ла-Корунья». Он также сыграл за парагвайскую сборную на трёх чемпионатах мира 1998, 2002 и 2006 годов.

## Карьера

### В клубах
Роберто родился в аргентинском городе Авельянеда, но его родители эмигрировали в Парагвай, когда Акунья был ещё совсем маленьким. В 1989 году он начал играть за клуб «Насьональ» из города Асунсьон. В 1994 году ему выдали гражданство, и он получил возможность играть за сборную. После этого он вернулся в Аргентину, где отыграл четыре сезона за клубы «Архентинос Хуниорс», «Бока Хуниорс» и «Индепендьенте». Причём в «Индепендьенте» играл два года. В 1997 году его приметили селекционеры «Сарагосы». Там он провёл пять лет и выиграл вместе со своей командой в 2001 году Кубок Испании. За все проведённые в «Сарагосе» годы Акунья забил в ворота соперников 20 мячей. В 2002 году Акунью выкупил «Депортиво Ла-Корунья», но на новом месте игрок не прижился. Роберто часто мучили травмы, и он появился на поле лишь 7 раз за сезон. После этого его отдали в «Эльче». Следующие пять лет парагвайский полузащитник путешествовал по разным континентам, пока не вернулся на Родину в 2007 году. Здесь он заиграл в команде «Олимпия (Асунсьон)». Но в последнее время он перестал попадать в основной состав и поэтому в 2009 году перешёл в клуб «Рубио Нью».

### В сборных
Акунья отыграл за сборную Парагвая на трёх чемпионатах мира. В играх за сборную он забил 5 мячей в 100 матчах.
На чемпионате мира 2002 года Акунья в матче 1/8 финала против Германии (0:1) ударил Михаэля Баллака, за что получил дисквалификацию от ФИФА на два матча и оштрафован на 3348 долларов.
Также он принял участие в чемпионате мира 2015 года по пляжному футболу в составе сборной Парагвая.